# Joeli Lutumailagi

a Compétitions nationales et continentales officielles uniquement.

b Matchs officiels uniquement.
Dernière mise à jour le 11 novembre 2017.
Joeli Lutumailagi est un joueur de rugby à sept fidjien évoluant aux postes de centre et de demi d'ouverture. Il joue entre 2010 et 2012 avec l'équipe des Fidji de rugby à sept en World Sevens Series. En 2012, il s'engage avec le club français de rugby à XV du RC Narbonne, mais avec qui il ne jouera aucun match officiel à cause d'une blessure. Il fait alors son retour à sept, mais il est écarté du groupe fidjien en 2014. Il fait son retour avec les Fidji pour la saison 2016-2017. Puis il s'engage avec le RC Vannes en Pro D2.

## Carrière
Joeli Lutumailagi commence le rugby avec sa province de Nadroga en Skipper Cup. Il dispute son premier tournoi international des World Sevens Series en 2010 à Las Vegas. La saison suivante, il inscrit 28 essais et remporte trois tournois à Gold Coast, Hong Kong et Londres. En avril 2012, il s'engage avec le club français de Pro D2 du RC Narbonne pour la saison 2012-2013. Mais au cours de matchs de pré-saison, il se blesse au cou, blessure l'éloignant des terrains pour 9 mois.
En mars 2014, il est rappelé avec la sélection fidjienne pour le tournoi de Hong Kong. Mais à la suite d'absences aux entrainements, Ben Ryan, l'entraîneur fidjien, l'exclu de l'équipe.
À la suite du départ de Ben Ryan en 2016, il est réintégré dans l'équipe pour la saison 2016-2017. Auteur d'un retour remarqué en World Series, il remporte avec les flying fijians le tournoi de Hong Kong.
Il s'engage alors avec le club français du RC Vannes qui évolue en Pro D2 pour la saison 2017-2018.